# Cabezabellosa de la Calzada (kommunhuvudort)
Cabezabellosa de la Calzada är en kommunhuvudort i Spanien. Den ligger i provinsen Provincia de Salamanca och regionen Kastilien och Leon, i den centrala delen av landet, 160 km väster om huvudstaden Madrid. Cabezabellosa de la Calzada ligger 855 meter över havet och antalet invånare är 123.
Terrängen runt Cabezabellosa de la Calzada är platt. Runt Cabezabellosa de la Calzada är det ganska glesbefolkat, med 21 invånare per kvadratkilometer. Närmaste större samhälle är Salamanca, 16,9 km sydväst om Cabezabellosa de la Calzada. Trakten runt Cabezabellosa de la Calzada består till största delen av jordbruksmark.